# La tana
La tana és una pel·lícula italiana dirigida per Beatrice Baldacci i estrenada el 2022. S'ha subtitulat al català.

## Sinopsi
A la dècada de 2020, els pares d'en Giulio, gent de ciutat, escullen una vida de camp i dedicar-se a una activitat agrícola; el seu fill de divuit anys és despreocupat i desenvolupa una relació molt autèntica amb la naturalesa que l'envolta. Ha optat per no marxar de vacances per ajudar els seus pares amb la feina, però es veu pertorbat per l'arribada a una vila veïna de la Lia, una jove de vint anys. Opten per dur sa mare a la llar de la infància, ja que la seva salut mental està en declivi.
La segona part de la pel·lícula gira cap al drama psicològic.

## Repartiment
- Irene Vetere: Lia
- Lorenzo Aloi: Giulio
- Hélène Nardini: la mare de la Lia
- Elisa Di Eusanio: la mare d'en Giulio
- Paul Ricci: el pare d'en Giulio
- Federico Rosati